# Kreisgymnasium St. Ursula Haselünne
Das Kreisgymnasium St. Ursula Haselünne (kurz KGH) ist ein allgemeinbildendes Gymnasium in Haselünne in Niedersachsen. Zum Einzugsgebiet der Schule, deren Schulträger der Landkreis Emsland ist, gehören neben der Stadt Haselünne auch die Gemeinden Herzlake, Lähden und Holte-Lastrup. Die Schule ging aus einem im 17. Jahrhundert von Klarissen gegründeten Klarissenkloster hervor.

## Geschichte

### 1652 bis 1812 – Klarissen
Im Jahr 1652 siedelten sich die ersten Klarissen in Haselünne an und begannen mit dem Unterricht von Mädchen. Da die Räume des Klosters bald zu eng wurden, begannen sie bereits kurze Zeit später den Neubau eines Klosters in der Neustadt. Als knapp 140 Jahre später das Kloster mitsamt der Mädchenschule aufgelöst werden sollte, überzeugten die Haselünner Bürger den neuen Landesherren, Schule und Kloster zu erhalten. Eine wichtige Neuerung war, dass auch Schülerinnen die Schule besuchen konnten, die in der Stadt wohnten und nicht in den Klosterräumen selbst. Als das Emsland im Jahr 1812 französisch wurde, wurde die Schule geschlossen.

### 1854 bis 1941 – Höhere Töchterschule
Nach langen Verhandlungen kamen 1854 Schwestern aus dem Ursulinenkloster Dorsten nach Haselünne und begannen in den Räumen des ehemaligen Klarissenklosters mit dem Unterricht. Die Schule fand guten Zuspruch, sodass bereits 1870 weitere Klassenräume angebaut werden mussten. Zwar wurde die Schule während des Kulturkampfes geschlossen, aber 15 Jahre später kamen die Ordensfrauen und ihre Schülerinnen aus der Verbannung zurück nach Haselünne. In den Folgejahren stiegen die Schülerzahlen. Unter der Leitung von Mater Theresia Breme entwickelte sich die Schule von der Höheren Töchterschule zu einem Gymnasium für Mädchen. Im Jahre 1908 wurde die St. Ursule-Schule als höhere Lehranstalt für die weibliche Jugend nach den Bestimmungen vom 18. August 1908 anerkannt. Die erste Abiturprüfung fand im Jahre 1908 zunächst extern in Osnabrück statt. Aufgrund der gestiegenen Schülerzahlen wurden zahlreiche Gebäude erbaut, darunter auch das in den Jahren 1910/1911 errichtete Gebäude mit Zeichensaal, Physiksaal mit Sammlung für physikalische Experimente und sieben Klassenräumen (das heutige A-Gebäude).
Während des Ersten Weltkrieges wurden einige Räume innerhalb der Schule dem Roten Kreuz zur Verfügung gestellt und die Ausbildung von Lehrerinnen aufgegeben. Nach dem Krieg passte sich die Schule wiederum den veränderten Anforderungen der Zeit an und wurde 1924 zum Oberlyzeum reformgymnasialer Richtung. Ab 1927 fanden die Abiturprüfungen in Haselünne statt.

### 1941 bis 1945 – Nationalpolitische Erziehungsanstalt Emsland

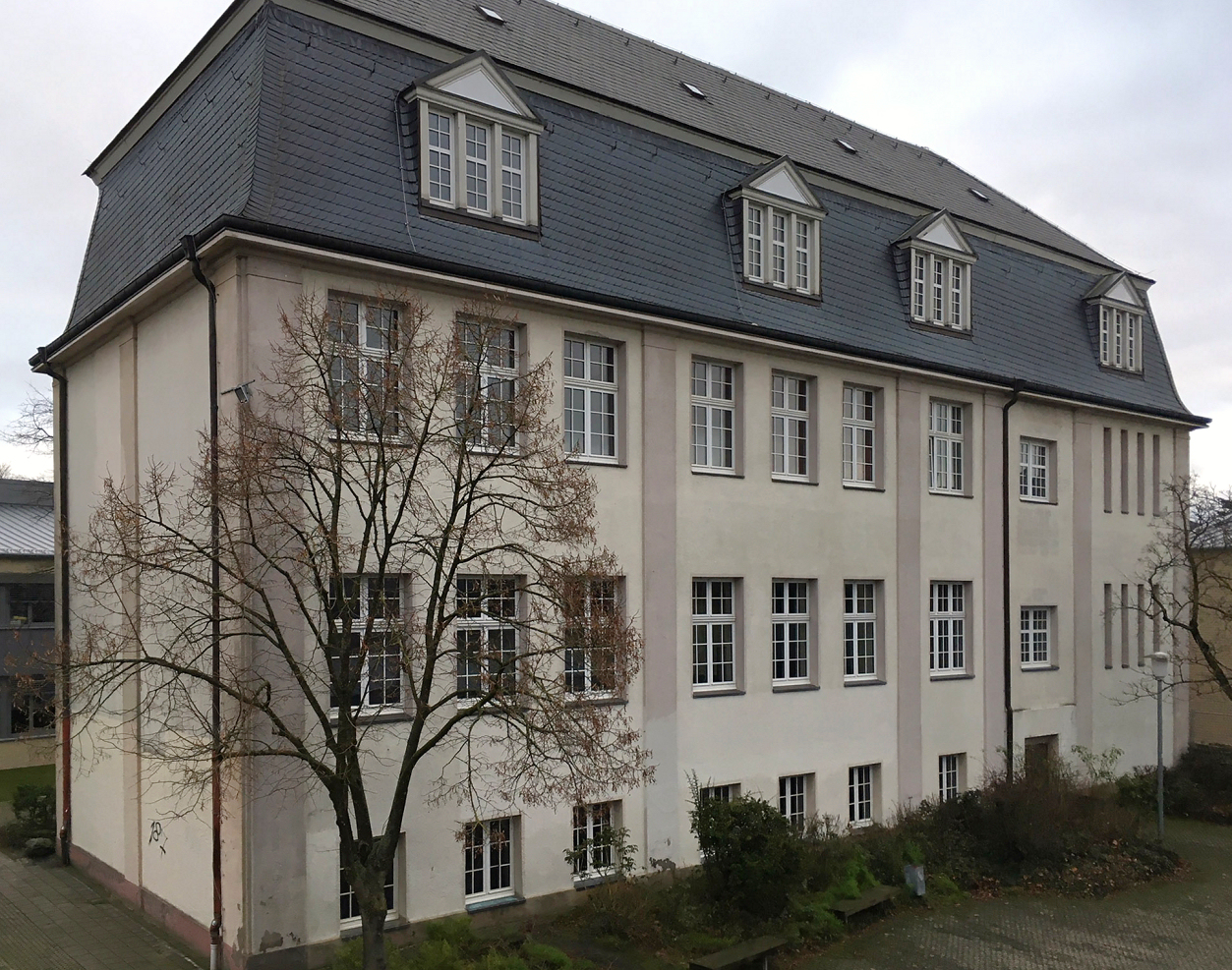
A-Gebäude, das von 1941 bis 1945 als Nationalpolitische Erziehungsanstalt (NAPOLA) genutzt und 2021 abgerissen wurde

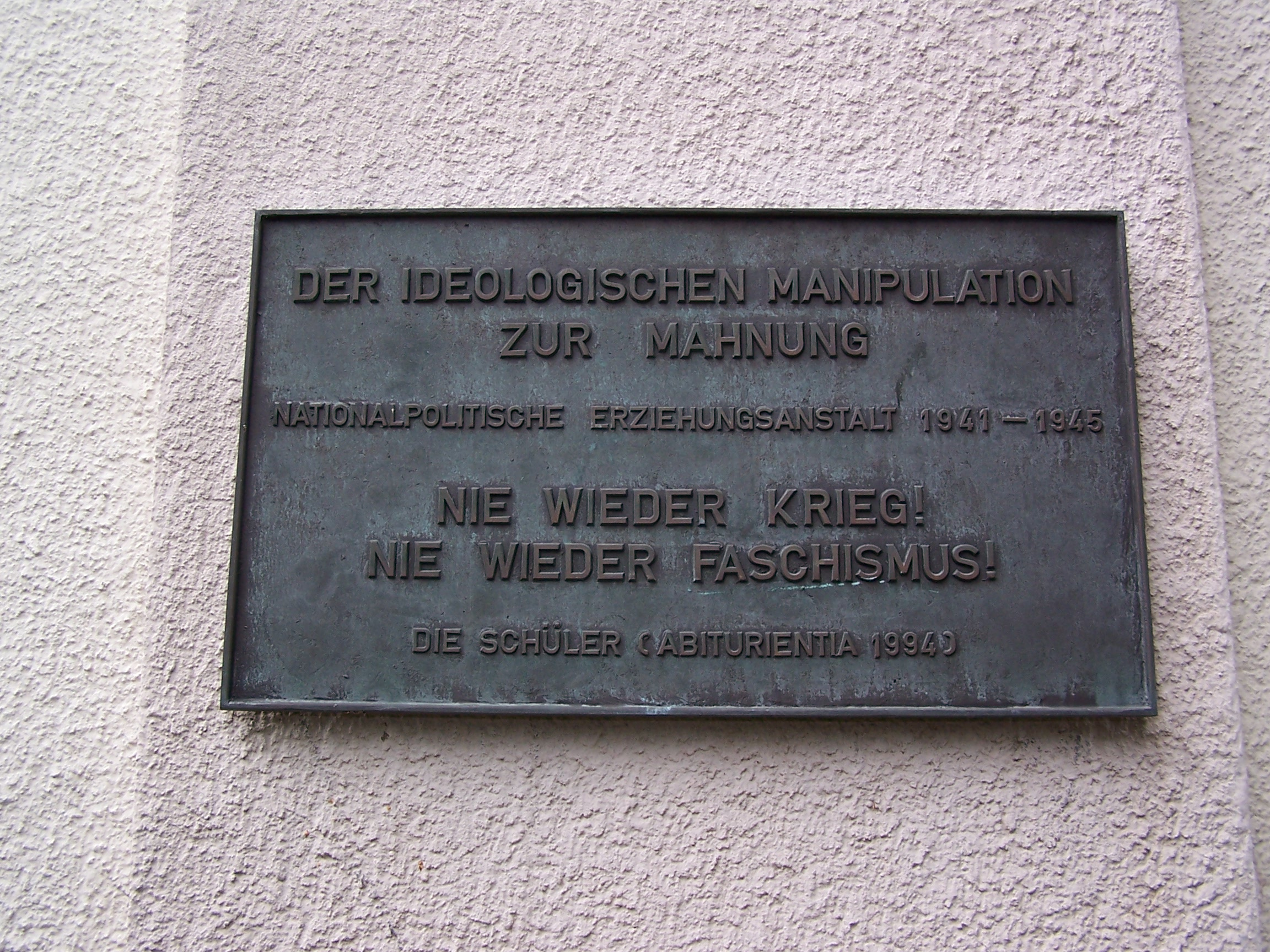
Plakette am A-Gebäude zur früheren Nutzung durch die NAPOLA

In der Zeit des Nationalsozialismus endete die Klosternutzung während des Zweiten Weltkriegs, als die Gestapo am 10. Juli 1941 eine Hausdurchsuchung durchführte und das Schulgebäude in Besitz nahm. Die 70 Schwestern hatten 24 Stunden Zeit, das Kloster zu räumen und die Stadt zu verlassen. Ein Teil der Bibliothek wurde auf dem Schulhof öffentlich verbrannt. Die Gebäude wurden zur Nationalpolitischen Erziehungsanstalt Emsland (NPEA), eine Tochteranstalt der Nationalpolitischen Erziehungsanstalt Ilfeld. Am 17. Oktober 1941 rückten drei Erzieher und 37 Jungmannen aus Ilfeld, angeführt vom stellvertretenden Anstaltsleiter Derk de Haan, ein. Viele der Jungen traten direkt nach Verlassen der Schule in die SS ein. Schüler berichteten von den harten Rahmenbedingungen, so dass Kollektivstrafen für kleinere Vergehen einzelner gegen die harten Regeln eher an der Tagesordnung waren. Im Laufe der Zeit nahmen die Kriegsvorbereitungen auch im Lehrplan und in den schulischen Abläufen immer mehr Raum ein. Die Schüler wurden an Waffen zu Soldaten ausgebildet und man versuchte, durch Geländeübungen auf den Einsatz an der Front vorzubereiten. Ein Schüler, der später bekannt wurde,  war der Künstler Horst Janssen. Am 30. März 1945 (Karfreitag) wurde die NPEA geschlossen. 2021 wurden  Schriftstücke zur Bedeutung des früheren NS-Eliteschulstandortes veröffentlicht. Im selben Jahr wurde das Gebäude abgerissen.

### 1945 bis 1972 – St. Ursula Gymnasium
Im Herbst 1945 begannen die Ursulinen in einigen Behelfsräumen wieder mit dem Unterricht und 1948 fand die erste Reifeprüfung statt. Die St. Ursula-Schule erhielt daraufhin vom Niedersächsischen Kultusministerium die Anerkennung als Vollanstalt. 1964 wurde das heutige G-Gebäude erbaut. Am 1. August 1969 wurde das Gymnasium für Jungen geöffnet, da es in Haselünne zu dieser Zeit nicht die Möglichkeit gab, ein zweites Gymnasium für Jungen zu schaffen. Aufgrund mangelnden Ordensnachwuchses und der wachsenden Anforderungen an die Schule übergaben die Ursulinen die Trägerschaft der Schule zum Schuljahr 1972/1973 an den Landkreis Emsland und folgten damit dem Leitspruch der Ordensgründerin Angela Merci: „Und wenn es sich gemäß den Zeiten ergibt etwas zu ändern, so tut es klug und nach guter Beratung“.

### Seit 1972
1974 wurde in Haselünne die reformierte Oberstufe eingeführt. In den folgenden Jahren wurden grundlegende bauliche Maßnahmen nötig, um die Schule den veränderten Anforderungen anzupassen. So wurden alte Schulgebäude mit Ausnahme des Altbaus, der zunächst für den Schülerberg der 1980er Jahre verwendet werden sollte, abgerissen und durch Neubauten ersetzt. Das G-Gebäude wurde weiterhin verwendet.

## Gegenwart

### Gebäudesituation

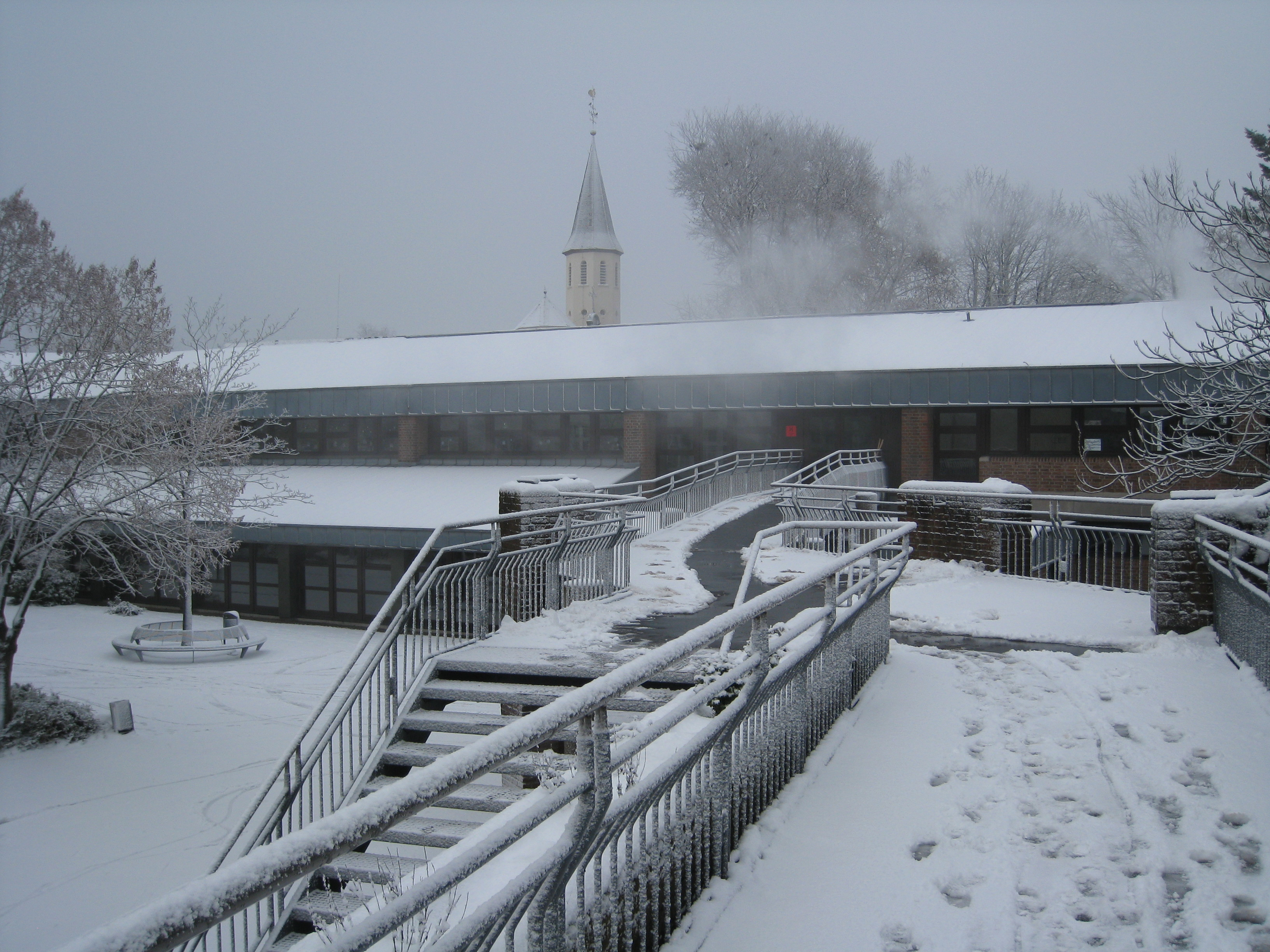
Das Kreisgymnasium St. Ursula Haselünne im Winter – Blick vom F-/N-Gebäude in Richtung Hauptgebäude (mit Klosterkirche im Hintergrund). Die Brücke wurde inzwischen abgerissen.

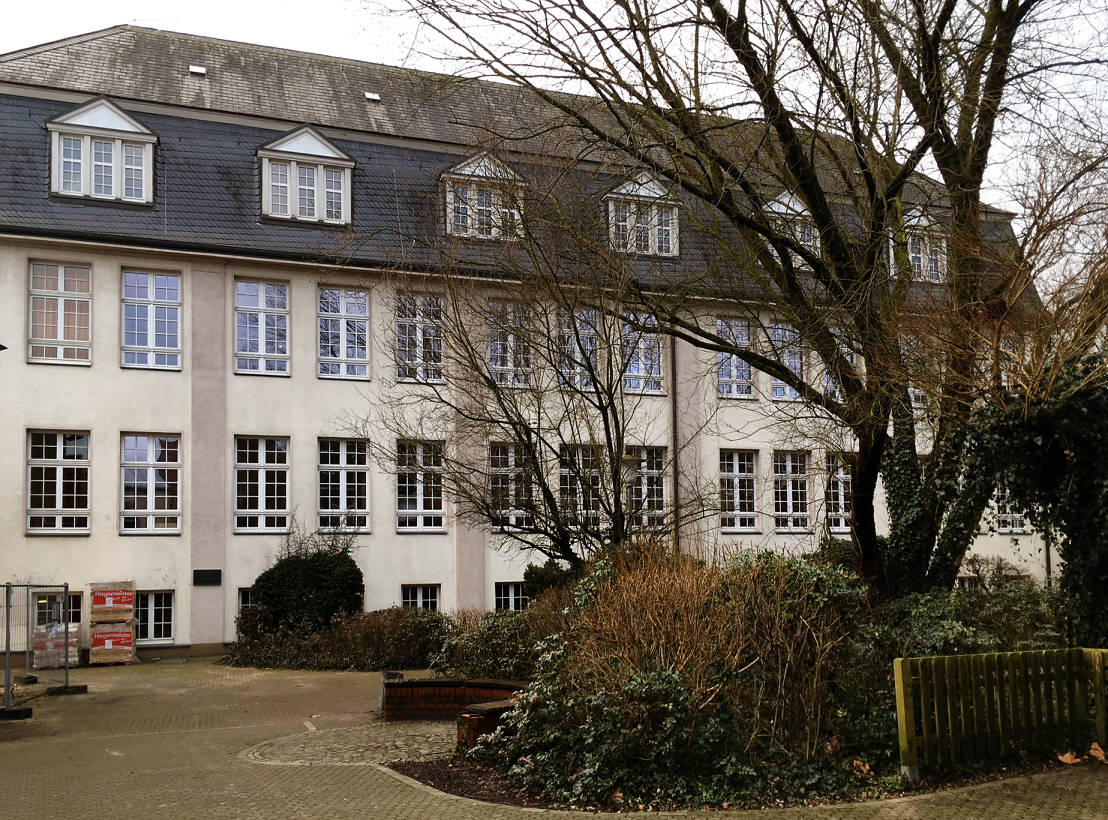
A-Gebäude (Altbau), von 1941 bis 1945 als NAPOLA genutzt, 2021 abgerissen

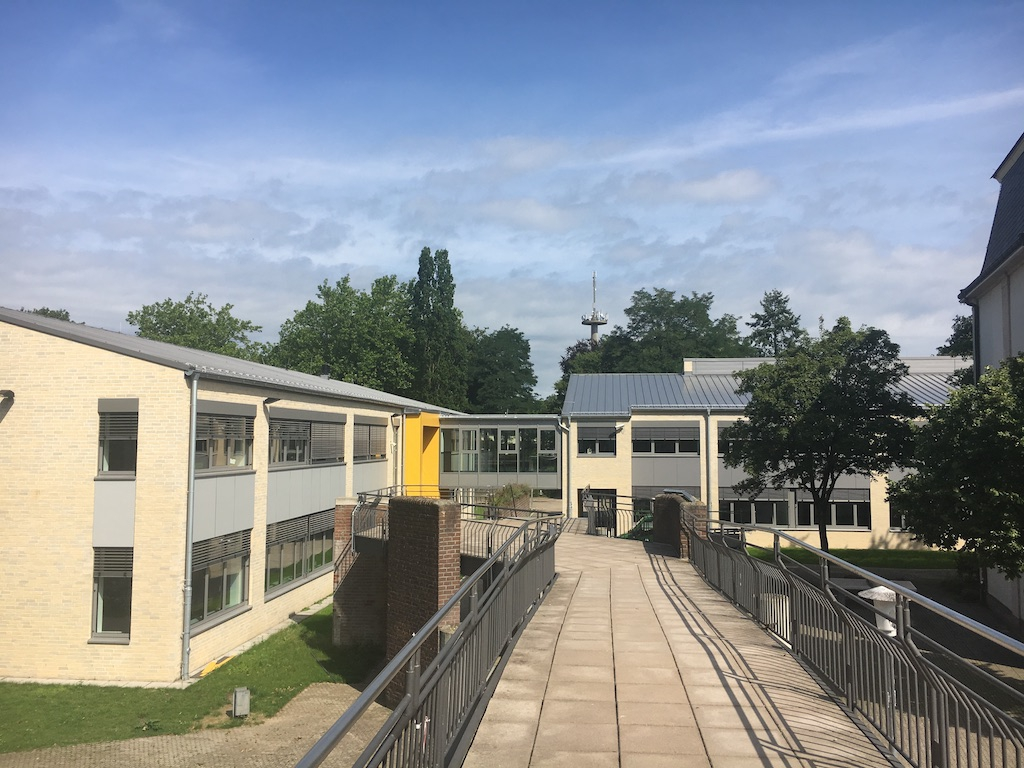
Blick vom H-Gebäude auf das frisch renovierte F- und N-Gebäude

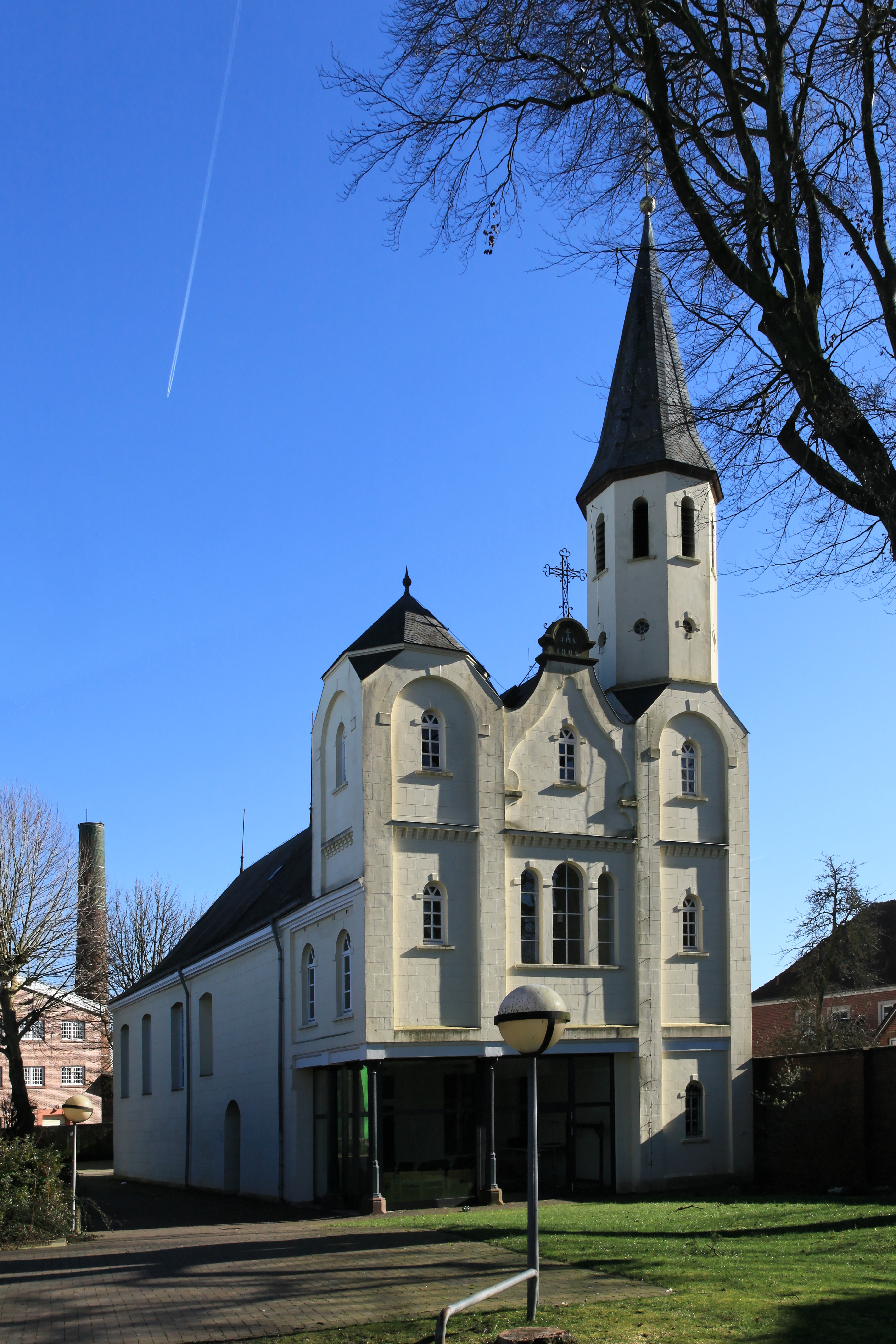
Klosterkirche

Das Kreisgymnasium St. Ursula Haselünne verfügt über zahlreiche Gebäude, von denen die Wichtigsten bis  2021 saniert wurden.
| Gebäude           | Baujahr                             | Beschreibung |
| ----------------- | ----------------------------------- | --- |
| A (Altbau)        | 1910/1911, 2021 abgerissen          | Das 1910 errichtete A-Gebäude war bis zu seinem Abriss 2021 das letzte Schulgebäude der ehemaligen Klosterschule. Während des Zweiten Weltkriegs diente es von 1941 bis 1945 als Nationalpolitische Erziehungsanstalt Emsland (NPEA). 2020 fasste der Landkreis Emsland den Beschluss zum Abriss des nicht denkmalgeschützten und seit längerem ungenutzten Gebäudes, weil eine Sanierung des für schulische Zwecke nicht mehr benötigten Gebäudes rund fünf Millionen Euro gekostet hätte. Die Stiftung niedersächsische Gedenkstätten regte ein Moratorium als gesetzlich angeordneter Aufschub an, um den Abrissbeschluss zu überprüfen. Laut der Stiftung handele es sich bei dem Gebäude um den einzigen Standort einer Nationalpolitischen Erziehungsanstalt in Niedersachsen und es hätte sich in die Gesamtheit von NS-Erinnerungsorten in Niedersachsen eingefügt. Für den Erhalt setzen sich eine Bürgerinitiative und der Heimatverein ein. |
| B (Bibliothek)    | 1977, 2015/2016 grundlegend saniert | Seit der Sanierung befinden sich auf 2 Ebenen insgesamt 10 Klassenräume mit Samartboards. Die vorher im B-Gebäude befindliche Bibliothek ist nun im Erdgeschoss des H-Gebäudes. |
| F (Fachgebäude)   | 1977, 2014/2015 grundlegend saniert | Darin befinden sich im Erdgeschoss zwei Medienräume mit Computern, zwei Proben- und Unterrichtsräume für Musik, zwei Kunsträume nebst Fundusraum und ein Jugend-forscht-Raum. Im Obergeschoss finden sich Unterrichts- und Sammlungsräume für Chemie, Biologie und Physik. |
| G (Gymnasium)     | 1964                                | Hier befinden sich acht Klassenräume, das Schulbuchlager und Aufenthaltsräume der Ganztagsschule. |
| H (Hauptgebäude)  | 1977, 2018–2021 grundlegend saniert | Im Hauptgebäude befinden sich im Erdgeschoss Lernzonen für die Jahrgänge 12 und 13, die Bibliothek, ein Medienraum mit Computern, das Forum mit 340 und erweitert 480 Plätzen, ein Regieraum sowie digitale Licht- und Tontechnik. Im Obergeschoss befinden sich die Büros der Schulleitung, das Lehrerzimmer, das Sekretariat, der Sanitätsraum, das Büro der Schulsozialarbeiterin, des Schulassistenten und der Besprechungsraum. |
| K (Klosterkirche) | 1685                                | Die denkmalgeschützte Klosterkirche ist der historische Kern des Kreisgymnasiums St. Ursula Haselünne. Sie unterliegt neben Gottesdiensten anlässlich von Hochzeiten bzw. Silberhochzeiten einer vielfältigen Nutzung, wie Ausstellungen, Abiturfeiern, Konzerte, Lesungen, Wettbewerbe und Unterrichtsprojekte. Ein Dokumentationszentrum zur Schulgeschichte ist in Planung. |
| N (Neubau)        | 1977, 2016/2017 grundlegend saniert | Im Neubau befinden sich neun mit Smartboards ausgestattete Klassenräume, ein Fahrstuhl sowie der Übergang zum F-Gebäude. Bis zur Auflösung der Orientierungsstufe in Niedersachsen befanden sich hier die Unterrichtsräume der Orientierungsstufe. |

### Bildungsangebot
Am Kreisgymnasium St. Ursula werden drei Profile angeboten:
- sprachliches Profil
- gesellschaftswissenschaftliches Profil
- naturwissenschaftliches Profil

Dabei können derzeit folgende Fächer auf erhöhtem Niveau belegt werden: Deutsch, Mathematik, Englisch, Französisch, Latein, Geschichte, Politik, Biologie, Chemie, Physik und als viertes und fünftes Prüfungsfach zusätzlich Musik, Kunst, Religion. Als fünftes Prüfungsfach werden darüber hinaus Sport und Informatik angeboten.

### Internationale Kontakte
Schulpartnerschaften bestehen mit dem 8. Liceum Danzig/Polen, dem Gymnasium Saint-Flour/Frankreich und mit dem Nuborgh College Elburg/Niederlande. Außerdem findet regelmäßig ein Orientierungs- und Sprachkurs (OSK) der Organisation Deutsches Youth for Understanding (YFU) am Kreisgymnasium St. Ursula Haselünne statt. Seit dem Schuljahr 2019/2020 ist die Schule an Projekten im Bereich Erasmus+ federführend beteiligt, so dass hier Kontakte u. a. mit Finnland gepflegt werden.